# ديفيد مارشال (لاعب هوكي جليد)
ديفيد مارشال (بالإنجليزية: David Marshall) هو لاعب هوكي جليد أمريكي، ولد في 14 مارس 1985 في بافلو في الولايات المتحدة.

## وصلات خارجية
- ديفيد مارشال على موقع دوري الهوكي الوطني (الإنجليزية)
- ديفيد مارشال على موقع EliteProspects.com (الإنجليزية)
- ديفيد مارشال على موقع HockeyDB.com (الإنجليزية)